# Harmonien
Harmonien eller Det harmoniske Selskab (1778-1830) var et af de mange musikalske selskaber der blev oprettet i slutningen af 1700-tallet for at tilgodese et behov hos et fremvoksende borgerskab for musikalske aktiviteter. Det fremtrådte som en af tidens mange klubber med læsesal og beværtning, hvor der kunne afholdes baller, assembleer, maskerader og lignende; man ville forene humanitære formål med de kunstneriske og selskabelige.
Selskabet var i lang tid det toneangivende selskab i København repræsenterende den karakteristiske forbindelse som musikken i den periode havde indgået med selskabelighed, humanitet og oplysning. Især som koncertinstitut fik Det harmoniske Selskab hurtigt forspringet, og for andre lignende klubber blev dets koncerter et forbillede.
Selskabet blev stiftet 19. juni 1778 med meget få medlemmer og egentlig for at skaffe en ven, en "brødløs mand", et udkomme ved at oprette et "selskab for musikøvelser" med tilhørende "læsesamling", i hvilket han skulle stå for beværtningen.
Man skiftede adskillige gange lokaler; et af dem, der fra 1783 dannede ramme i adskillige år, var et velegnet lokale i vinhandler Colstrups ejendom i Vingaardsstræde, og det gav desuden mulighed for fra 1784 at give adgang for damer. Disse forbedrede forhold gjorde at "... dets Koncerter i Vinteren 1784-1785 efter alle ægte Kjenderes Dom bleve de første i Staden".

## Personer med tilknytning til selskabet
Mange af tidens musikalske personligheder har været knyttet til selskabet.
Peter Mandrup Lem, Hans Hinrich Zielche og Johan Ernst Hartmann var blandt de første der bragte et forøget liv i koncertvæsenet. Kunzen kom til i 1785 men forlod landet igen indtil 1795 – på grund af den såkaldte Holgerfejde – efter råd fra Schulz som introducerede den unge Weyse, der hurtigt som klaverspiller avancerede til at blive en af klubkoncerternes mest lysende stjerner; han plejede at spille koncerter af Mozart.
Sin største hæder i den sidste halve snes år af 1700-tallet skyldte selskabet Schulz og Kunzen, der begge en tid lang som medlemmer af bestyrelsen interesserede sig varmt for koncertvæsenet. De fik en lang række af deres værker opført, og nogle var komponeret specielt til klubben: Schulz' oratorium Maris og Johannes og Christi død og Kunzens Skabningens halleluja. Der opførtes også kantater af Søren Wedel, Peter Grønland og grevinde Maria Theresia Ahlefeldt

## 1800-tallets første årtier
Klubberne var "almindelige borgerlige Klubber" der stod på deres højdepunkt omkring år 1800 og i den følgende tid udviklede sig mere i retning af selskabelige foreninger. "Almenaanden", som Rahbek kaldte den, sansen for politiske og offentlige spørgsmål, var forsvundet: den var blevet lammet af den den skærpede trykkefrihedsforordning af 1799 der indførte dødsstraf for tilskyndelse til forandring i regeringsformen eller opstand mod kongen, landsforvisning for at laste, forhåne eller søge at udbrede misnøje med konstitutionen og forbedringshus for at udbrede løgnagtige beretninger om nogen vigtig del af statens tilstand. Denne enevældens hårde kurs over for enhver opposition lagde også en dæmper på klub-passiaren om land og riges tarv; der var så musikken, punchebollen, drikkevisen, dilettantkomedien, maskerader og baller, keglebane og kortspil at samles om.

Knud Lyne Rahbek var en af de flittigste lejlighedsdigtere og kunne digte følgende til situationen:
| Citat                     | Nu bort med alskens politik, og lad os passe vores drik - - Om der er oprør eller krig, kort, hvad der er i Frankerig, det tager jeg mig lidet nær, når vi forliges her. | Citat |
| Citeret fra Clausen s. 64 | |       |

Dårlige tider: klubkoncerterne afslutning

I en kort periode opholdt Édouard Du Puy sig i landet; han var 1804 en af direktørerne for Harmonien og udfoldede i det hele taget stor aktivitet i det københavnske musikliv. "... For Koncerterne i Harmonien og flere andre klubber var Du Puy, især som Sanger, lige så uundværlig som for Theatret, en ren Skat". Imidlertid måtte han 1809 forlade landet efter en affære med en kongelig elev. "... Tabet af en saa yndet, talentfuld, virksom og alsidig Musiker som Du Puy var så meget mere beklageligt, som Musiklivet i Klubberne allerede i forvejen var i kjendelig aftagen."
De første årtier af 1800-tallet bød på svære tider: Englandskrigene, statsbankerot og tabet af Norge. Foreningskoncerterne, af hvad art de end var, døde ud mellem 1815 og 1830; til gengæld blomstrede de enkeltvis arrangerede offentlige koncerter op. Betydelige udenlandske solister kom til landet og flere og flere koncerter foregik på Det Kongelige Teater.
Det harmoniske Selskab overlevede akkurat 50-års-dagen i 1828. En koncertanmelder skildrer 1829 sin samtid som en periode, hvori der 
| Citat                                   | "... hersker saa saare liden Interesse for offentlige Koncerter, at selv de mest udmærkede af vore indenlandske Kunstnere og mangen hæderlig kjendt Fremmed trods al publik og privat Anbefaling ved Opførselsen af en Koncert kun se det visse pekuniære Tab i Møde, og ene en Catalanis eller Paganinis verdensberømte og udbasunerede Navne turde være i Stand til at vække den lethargisk slumrende Sans". | Citat |
| Citeret fra Ravn, s 214 ("Tilbageblik") | |       |